# Le Signe des quatre (téléfilm, 1983)
Pour les articles homonymes, voir Le Signe des quatre et The Sign of Four.
Pour plus de détails, voir Fiche technique et Distribution.
Sherlock Holmes : Le Signe des quatre (Sir Arthur Conan Doyle's The Sign of Four) est un téléfilm britannique de Desmond Davis, sorti en 1983, adapté du roman Le Signe des quatre d'Arthur Conan Doyle.

## Résumé
Le major Sholto vit dans son manoir avec ses deux fils, Bartholomew et Thaddeus. Un soir de tempête, un homme affublé d'une jambe de bois se rend au manoir et laisse à la porte un simple morceau de papier contenant un plan schématisé. À la vue du document, le major est pris d'un malaise. Alité, il explique à ses fils qu'il est le possesseur d'un trésor de grande valeur caché au grenier. Ce trésor, ramené des Indes, avait donné lieu à une querelle avec le capitaine Morstan, un ancien camarade des Indes désormais décédé. Le major demande à ses fils de rendre à la fille du capitaine Morstan la part du trésor qui aurait dû lui revenir. Les deux fils partent à la recherche du trésor et n'entendent pas leur père les appeler à l'aide lorsque l'homme à la jambe de bois, dénommé Jonathan Small, entre dans sa chambre. Small accuse le major Sholto d'avoir trahi par le passé un serment impliquant quatre personnes. Paniqué, Sholto meurt d'une crise cardiaque. Jonathan Small repart tandis que Bartholomew et Thaddeus découvrent au grenier le trésor composé de pierres précieuses.
Au 221B Baker Street, Sherlock Holmes reçoit la visite de Mary Morstan, la fille du capitaine Morstan. La jeune femme demande l'aide du détective et du docteur Watson pour l'accompagner à un mystérieux rendez-vous qu'un inconnu lui a fixé au Lyceum Theatre en accompagnant son message d'un diamant de très haute valeur, le Grand Mogol.
Au manoir, les deux fils Sholto se disputent. Thaddeus, qui a envoyé le diamant à Mary Morstan, souhaite exécuter la volonté de son père et offrir à la jeune femme un tiers du trésor. Bartholomew souhaite au contraire que les pierres précieuses ne soient partagées qu'entre eux et désire récupérer le Grand Mogol. Thaddeus part seul en fiacre tandis que Bartholomew reste contemplatif devant le trésor. Jonathan Small, toujours présent dans les environs, envoie alors son complice, un nain nommé Tonga, s'infiltrer dans le manoir. Tonga tire une fléchette empoisonnée sur Bartholomew Sholto qui meurt instantanément, puis fait entrer Small dans la pièce où se trouve le trésor. Small remarque immédiatement l'absence du Grand Mogol.
De leur côté, Holmes et Watson accompagnent Mary Morstan au rendez-vous. Un homme indien les y retrouve et les emmène en fiacre jusqu'au manoir des Sholto où Thaddeus, revenu de sa sortie, les accueille. Le propriétaire des lieux explique à Mary qu'une part du trésor récupéré par son père lui revient de plein droit du fait que les pierres auraient dû être partagées avec le capitaine Morstan. Thaddeus s'apprête à appeler son frère pour discuter du sujet lorsqu'une domestique pousse un cri : le cadavre de Bartholomew a été découvert. Le trésor a par ailleurs été volé. Holmes envoie Thaddeus alerter les autorités pendant que lui-même mène l'enquête. Le détective comprend qu'un homme à la jambe de bois est venu dans la pièce avec la complicité d'un petit homme agile. Thaddeus revient peu après avec l'inspecteur Layton de Scotland Yard. Celui-ci est incapable de comprendre les circonstances du meurtre malgré les indices que lui donne Holmes. Layton est persuadé que Thaddeus a tué son frère.
En parallèle, Watson a été envoyé par Holmes pour déposer Mary Morstan à son domicile et récupérer Toby, un chien à l'odorat très développé. Grâce à Toby, Holmes et Watson remontent la piste de Jonathan Small et Tonga jusqu'à un port de la Tamise. Ils apprennent qu'un homme à la jambe de bois a pris place dans un bateau nommé L'Aurora. Holmes fait appel aux Irréguliers de Baker Street pour retrouver le navire. En parallèle, le détective explique à Watson l'ensemble de ses déductions : le « Signe des Quatre » était un pacte entre Jonathan Small et trois Indiens au sujet de la localisation d'un trésor. Le major Sholto et le capitaine Morstan sont parvenus à léser les quatre hommes en s'emparant du trésor, puis sont revenus en Angleterre après avoir jeté Jonathan Small en prison. Le meurtre de Sholto est directement lié à la vengeance de Small. Celui-ci est accompagné d'un nain originaire des îles Andaman où il a été fait prisonnier.
Jonathan Small et Tonga se rendent au manoir des Sholto pour faire avouer à Thaddeus où se trouve le Grand Mogol. Thaddeus ment en affirmant que la pierre a été vendue par son père. Au même moment, Mary Morstan, qui s'était également rendue au manoir, crie en découvrant le cadavre d'un serviteur dans l'entrée. Jonathan Small tue Thaddeus Sholto et Tonga tente de tuer Mary, mais celle-ci parvient à se réfugier dans une chambre. Holmes arrive à son tour au manoir et parvient à sauver Mary après s'être battu à mains nues avec Tonga. Ce dernier parvient à s'enfuir avec Jonathan Small.
Holmes découvre qu'il existe une foire à côté du manoir des Sholto et comprend que Tonga doit y être caché par Jonathan Small. Le détective s'y rend et tombe rapidement nez-à-nez avec Tonga et Small. Ce dernier fait appel au renfort de plusieurs forains pour essayer de mettre Holmes hors d'état de nuire, mais le détective parvient à leur échapper. Holmes poursuit Tonga et Small dans un manège puis dans un train fantôme et un palais des glaces sans parvenir à les rattraper.
À la suite de cet échec, Holmes retourne à Baker Street où il retrouve également l'inspecteur Layton, qui reconnaît avoir fait fausse route. Le jeune Wiggins arrive à son tour en expliquant que L'Aurora partira le lendemain à l'aube. Holmes demande à Layton de mobiliser le bateau le plus rapide de Scotland Yard pour avoir une chance de rattraper les criminels lorsque ceux-ci seront sur l'eau. Le lendemain, le départ de L'Aurora donne lieu à une course-poursuite sur la Tamise. Lorsque le bateau du Yard arrive à proximité du bateau pris en chasse, Watson abat Tonga avant que celui-ci puisse tirer une fléchette empoisonnée sur Holmes. Le détective saute dans le bateau des fuyards et se bat avec Jonathan Small. Les deux hommes tombent à l'eau : Small, en difficultés, se rend.
Après son arrestation, Jonathan Small apporte quelques détails sur le pacte du « Signe des Quatre », qu'il avait effectivement passé avec trois Indiens. En 1858, les quatre hommes étaient parvenus à voler le trésor d'un maharadjah et l'avaient caché. Envoyés en prison sur les îles Andaman, ils étaient parvenus à sceller un pacte avec leurs geôliers, le capitaine Morstan et le major Sholto, pour être libérés en échange d'une partie du trésor. Les deux hommes ont accepté mais le major Sholto a trahi l'ensemble des autres parties prenantes en repartant seul en Angleterre avec le trésor, laissant les quatre Indiens en prison. Jonathan Small affirme avoir jeté le trésor dans la Tamise en comprenant que son bateau allait être intercepté par les autorités. Holmes souligne toutefois que lors de leur lutte dans l'eau, sa jambe de bois ne flottait pas, indiquant que celle-ci était lestée. Le trésor est ainsi retrouvé dans la jambe de bois du coupable. Scotland Yard le confisque, considérant qu'il s'agit d'un bien de la couronne d'Angleterre. Mary Morstan, grâce à Holmes, conserve néanmoins le Grand Mogol.

## Fiche technique
- Titre français : Sherlock Holmes : Le Signe des quatre[1],[2]
- Titre original : Sir Arthur Conan Doyle's The Sign of Four ou The Sign of Four
- Réalisation : Desmond Davis
- Scénario : Charles Edward Pogue, d'après le roman "Le Signe des quatre" d'Arthur Conan Doyle
- Direction artistique : Eileen Diss
- Costumes : Julie Harris
- Photographie : Dennis C. Lewiston
- Son : Tony Dawe
- Montage : Timothy Gee, Geoffrey Foot
- Musique : Harry Rabinowitz
- Production : Otto Plaschkes
- Production associée : Eric Rattray, Alan Rosefielde
- Production exécutive : Sy Weintraub
- Société de production : Mapleton Films
- Société de distribution : Zia Film Distribution
- Pays d’origine :  Royaume-Uni
- Langue originale : anglais
- Format : couleur — 35 mm — 1,33:1 — son Mono
- Genre : Film policier
- Durée : 97 minutes
- Date de sortie :
  - États-Unis : 7 décembre 1983

## Distribution
- Ian Richardson : Sherlock Holmes
- David Healy : Docteur Watson
- Thorley Walters : Major John Sholto
- Cherie Lunghi : Mary Morstan
- Joe Melia : Jonathan Small
- Terence Rigby : Inspecteur Layton
- Richard Heffer : Thaddeus Sholto
- Clive Merrison (en) : Bartholomew Sholto
- Darren Michael : Wiggins
- Michael O'Hagan : Mordecai Smith
- Kate Binchy : une servante
- Moti Makan : Lal Rao
- John Benfield : McMurdo
- Robert Russell : Williams
- Merelina Kendall : Mrs Smith
- Gordon Rollings : Sherman
- John Pedrick : Tonga